# Кліщі (інструмент)

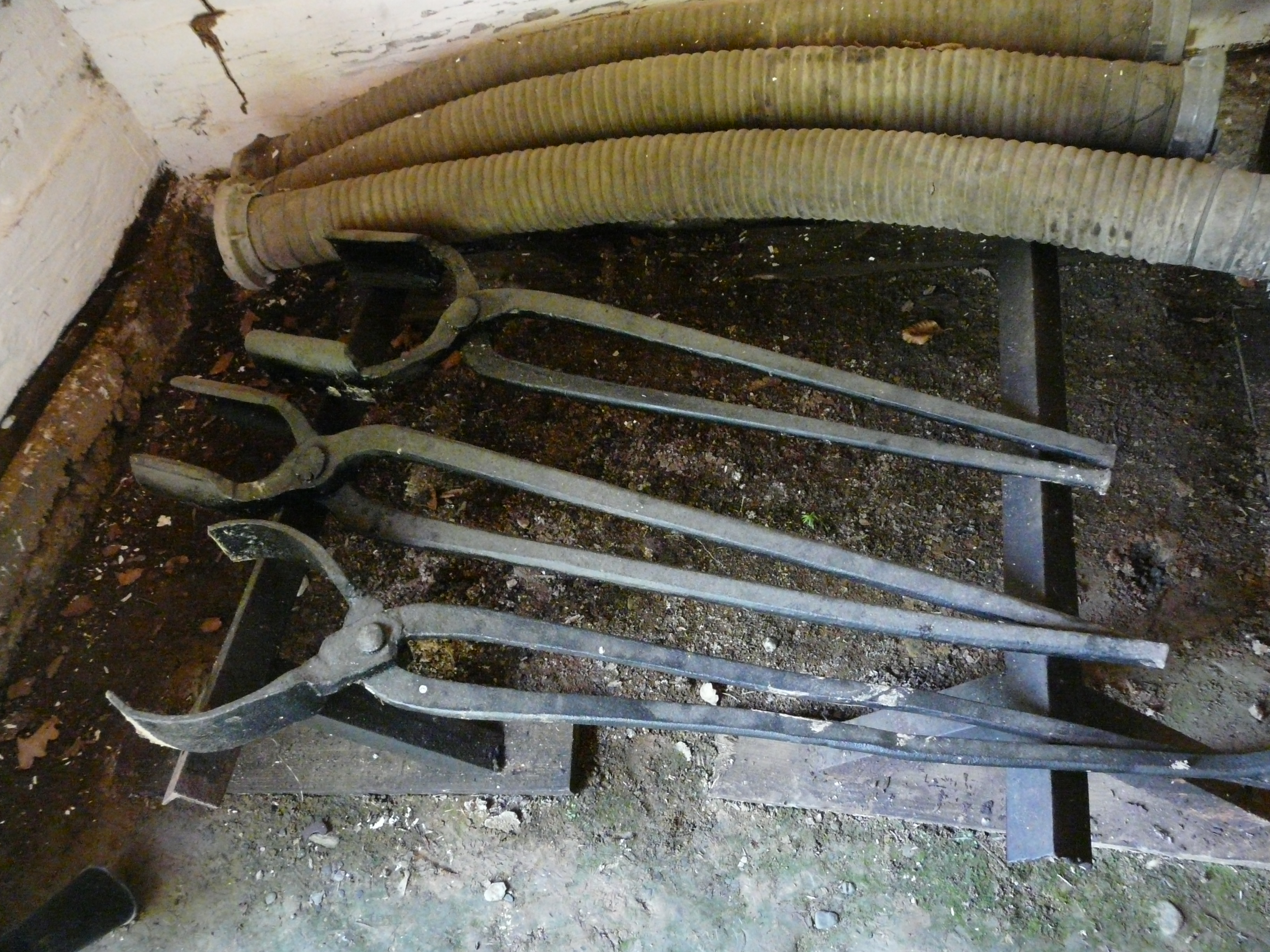
Кліщі

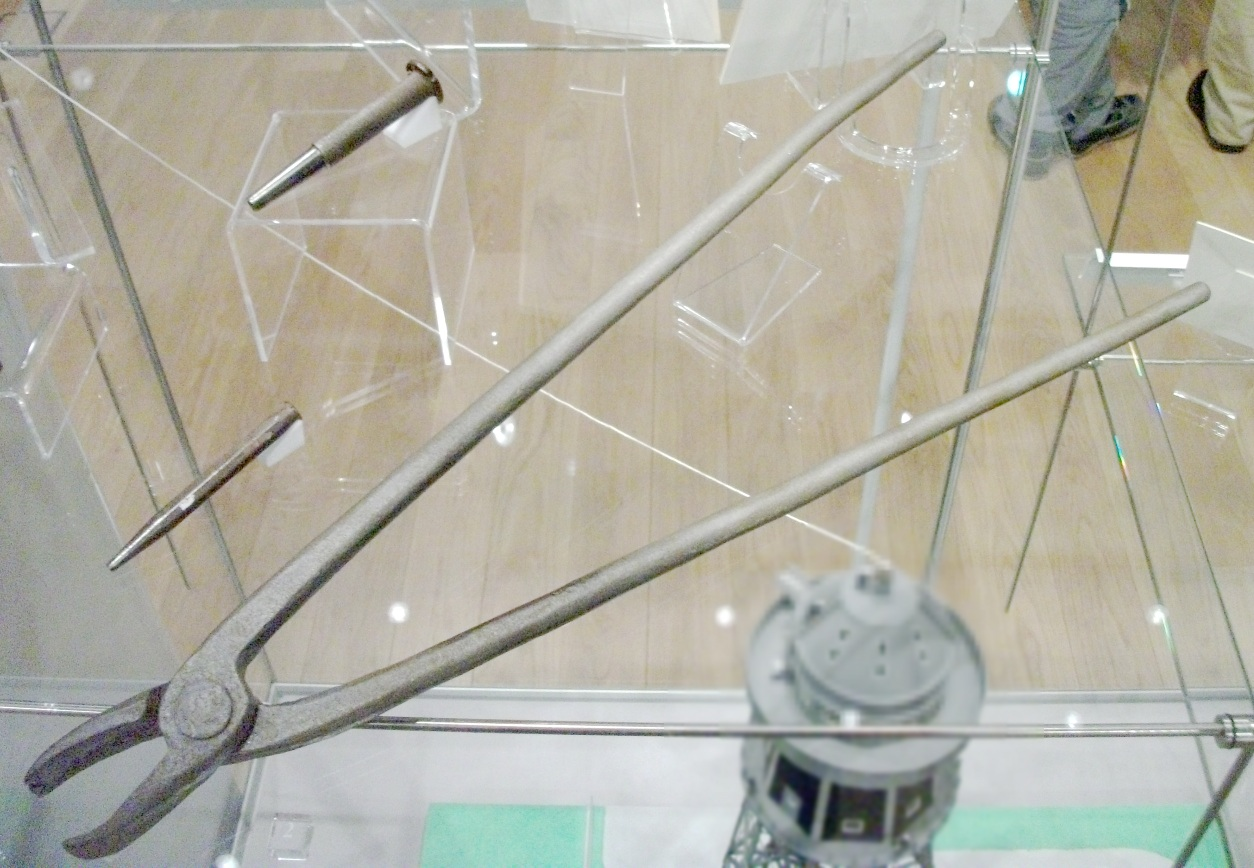
Кліщі і два заклепувальники. 1920-ті роки

Клі́щі, діал. ле́ща́та — металевий інструмент (переважно ковальський) у вигляді щипців із загнутими всередину кінцями для захоплювання, тримання тощо розпеченого металу. За допомогою кліщів коваль виймає розжарену заготовку з горна й утримує її на ковадлі. Залежно від форми заготовки застосовуються кліщі з губками різної форми — плоскими, півкруглими, трубчастими.

## Інше
Слово «кліщі» також входить до найменувань деяких видів інструментів і приладів (кліщі вимірювальні, просічні кліщі, переставні кліщі). Різновидами кліщів можна вважати й такі інструменти, як обценьки, гострогубці (кусачки), плоскогубці, довгогубці, стрипери, кримпери: вони схожі за принципом дії, але відрізняються за формою робочих поверхонь і призначенням.

## Прислів'я
- Коли не коваль, то й кліщів не погань[2]
- На те коваль кліщі має, щоб рук не попекти (варіант із записів М. Номиса: На те циган кліщі держить, щоб у руки не попекло)
- Коваль без кліщів гірше як без рук
- Куди коваль з кліщами, туди й рак з клешнею (куди коваль з кліщами, туди жаба з ногами)